# Egeria

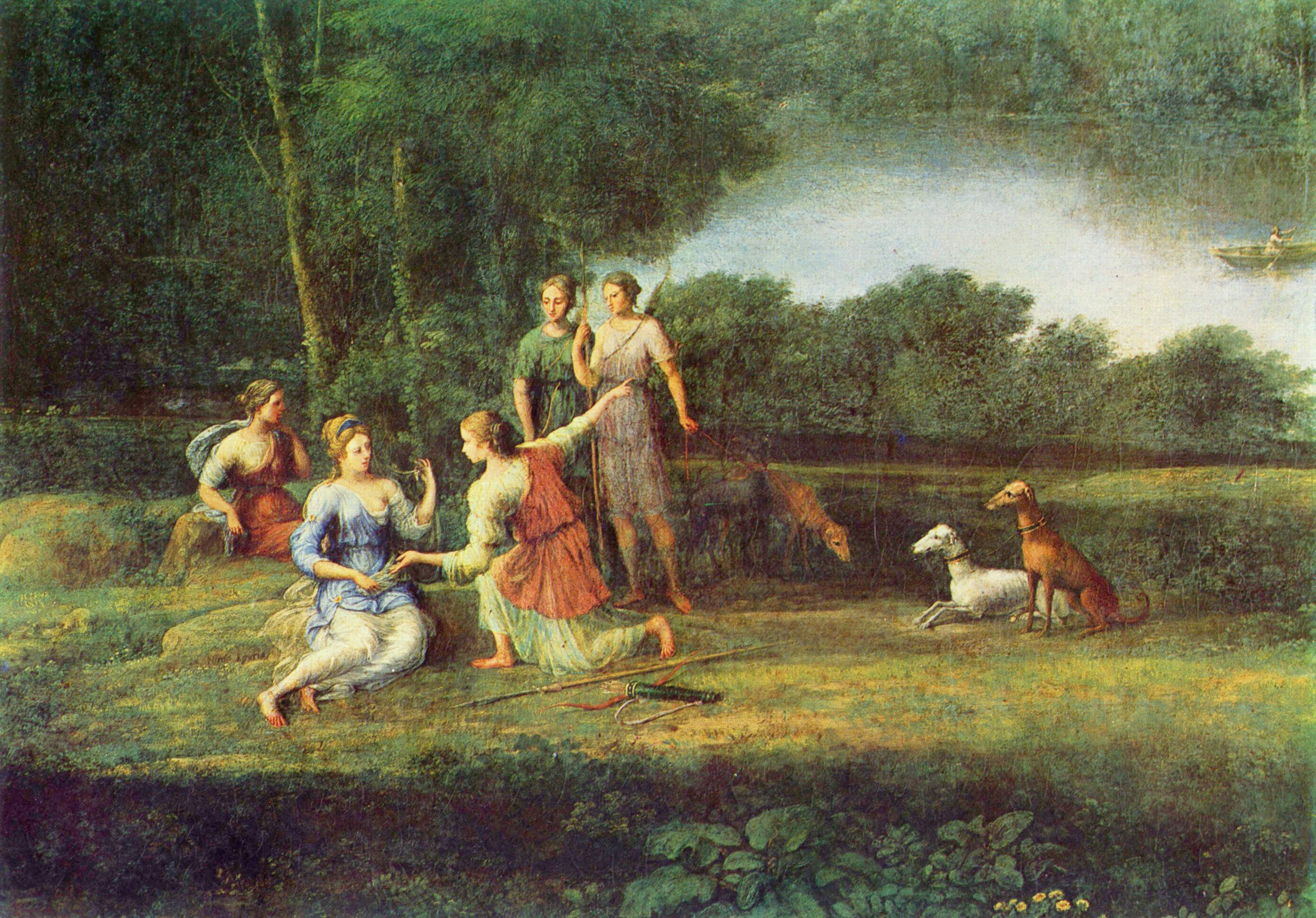
Egeria nel bosco delle Camene di Claude Lorrain (Napoli, Capodimonte).

Nella mitologia romana Egeria è una delle antiche divinità latine delle acque sorgive, le Camene.

## Leggenda
Secondo la leggenda, fu amante, consigliera e moglie del re Numa Pompilio. Quando il re morì, Egeria si sciolse in lacrime, dando vita a una fonte («…donec pietate dolentis / mota soror Phoebi gelidum de corpore fontem / fecit…» Ovidio, Metam. XV 549-551), che divenne il suo luogo sacro e che la tradizione identifica con la sorgente esistente presso la Porta Capena. Esiste anche un'altra fonte Egeria nel bosco di Ariccia, sui monti Albani, vicino a Roma.
A Egeria venivano offerti sacrifici da parte delle donne incinte per il buon esito del parto. Era chiamata anche Camena, che significa cantante, vaticinatrice, e per questa ragione la valle in cui si trovava la fonte di Egeria era detta Vallis Camenarum. I colloqui tra la ninfa e il Re si svolgevano nella grotta nel Bosco delle Camene. Insieme a Virbio, altra divinità minore del pantheon latino, la si ritrova associata al culto di Diana Nemorensis, nel Nemus Aricinum, l'insieme dei boschi che circondavano il lago di Nemi presso Aricia.
Alla sua figura è stato dedicato l'asteroide 13 Egeria.
Nella lingua italiana alla polirematica "ninfa egeria" è rimasto, per antonomasia, il significato di ispiratrice e consigliera segreta. Ancora oggi, in francese, il termine égérie ha il significato di "musa ispiratrice", specialmente nel campo della moda.